# Asma Agbarieh-Zahalka
Asma Agbarieh-Zahalka (in arabo أسماء إغبارية-زحالقة‎?, in ebraico אסמא אגבארייה‎?; Giaffa, 1973) è una giornalista e attivista palestinese con cittadinanza israeliana, direttrice del partito Da’am (Organization for Democratic Action). È l’unica donna araba israeliana ad essere a capo di un partito politico.

## Biografia
Agbarieh nasce da una famiglia araba israeliana musulmana conservatrice e cresce a Giaffa. Nel 1995, dopo aver concluso i suoi studi universitari all'Università di Tel Aviv in letteratura araba e in pedagogia e didattica, comincia a lavorare come editrice per al-Sabar, l'edizione in lingua araba della rivista Etgar (in italiano sfida) pubblicata dall'allora neo-fondato partito Da'am. Si unisce al partito e comincia ad occuparsi delle attività sociopolitiche, concentrandosi sulla carenza di immobili, sulla qualità dell'educazione e sulla condizione delle donne in città.
Nel 2000 fonda e dirige il settore della Gerusalemme Orientale del Workers' Advice Center - 'Ma'an', che fornisce assistenza ai lavoratori non sindacalizzati e ai disoccupati. Nel 2002 si trasferisce nel settore Ma'an nel Triangle, dove lavora a progetti finalizzati all'impiego degli operai e dei disoccupati in diversi campi e all'istruzione dei giovani; inoltre partecipa a un progetto per aiutare le vittime del Workfare.

## Carriera politica
È stata una candidata del Da'am nelle elezioni del 2003, ed è stata a capo della lista del partito per le elezioni del 2006, del 2009 e del 2013. In nessuna delle tre occasioni il partito riuscì a varcare la soglia di sbarramento.
Nel novembre del 2008 ha concorso per diventare sindaco di Tel Aviv e per avere un posto nel consiglio cittadino. Il partito ricevette lo 0,45% di voti, percentuale inferiore alla soglia di sbarramento.

## Vita privata
È sposata con l'attore e impresario Musa Zahalka. La coppia ha un bambino, nato nel 2009, al quale hanno dato il nome Adam. Si definisce atea e critica verso la religione islamica.